# Regne de Sedang
El Regne de Sedang (francès: Royaume des Sedangs) fou una entitat política efímera establerta a finals del segle xix per l'aventurer francès Charles-Marie David de Mayréna en una part de l'actual Vietnam.
Mayréna, un oficial del govern francès amb un historial dubtós implicat en una malversació, el 1888 era propietari d'una plantació a la Indoxina francesa. Quan el rei de Siam començà a reclamar territoris vora les seves propietats, Mayréna convencé l'administrador colonial neguitós que el permetés liderar una expedició a l'interior per a negociar tractats amb els líders de les tribus locals.